# 오디션 (2014년 영화)
《오디션》(영어: Starry Eyes)은 2014년 공개된 미국의 공포 영화이다.

## 출연

### 주연
- 알렉스 에소
- 아만다 풀러
- 노아 시건

### 조연
- 파비앤느 테레사
- 쉐인 코페이
- 나탈리 카스틸로
- 팻 힐리
- 닉 시몬즈
- 마리아 올센
- 마크 센터
- 루이스 데즈세란